# Iwięcino
Iwięcino (niem.: Eventin) – wieś sołecka w Polsce położona w województwie zachodniopomorskim, w powiecie koszalińskim, w gminie Sianów. W pobliżu wsi przebiega linia kolejowa 202 Gdańsk-Stargard.
Według danych z 30 czerwca 2003 r. wieś miała 316 mieszkańców.

## Historia
Pierwsi polscy osadnicy po II wojnie światowej przybyli do Iwięcina w lipcu 1945 roku. W latach 70. XX wieku wieś posiadała dom kultury, remizę strażacką, szkołę, ośrodek zdrowia, leśniczówkę i sklep. Mieszkańcy zajmowali się głównie rolnictwem. 18 lutego 1998 na Iwięcino spadł meteor, według świadków płonąca gwiazda opadała dwie minuty, nad ziemią zwolniła, zapulsowała trzykrotnie i zgasła. W 2006 otwarto współfinansowaną ze środków unijnych świetlicę wiejską. Koszt inwestycji wyniósł 500 tysięcy złotych. Jest to jedyna wiejska świetlica w powiecie koszalińskim, w której można korzystać z Internetu.

## Kościół w Iwięcinie

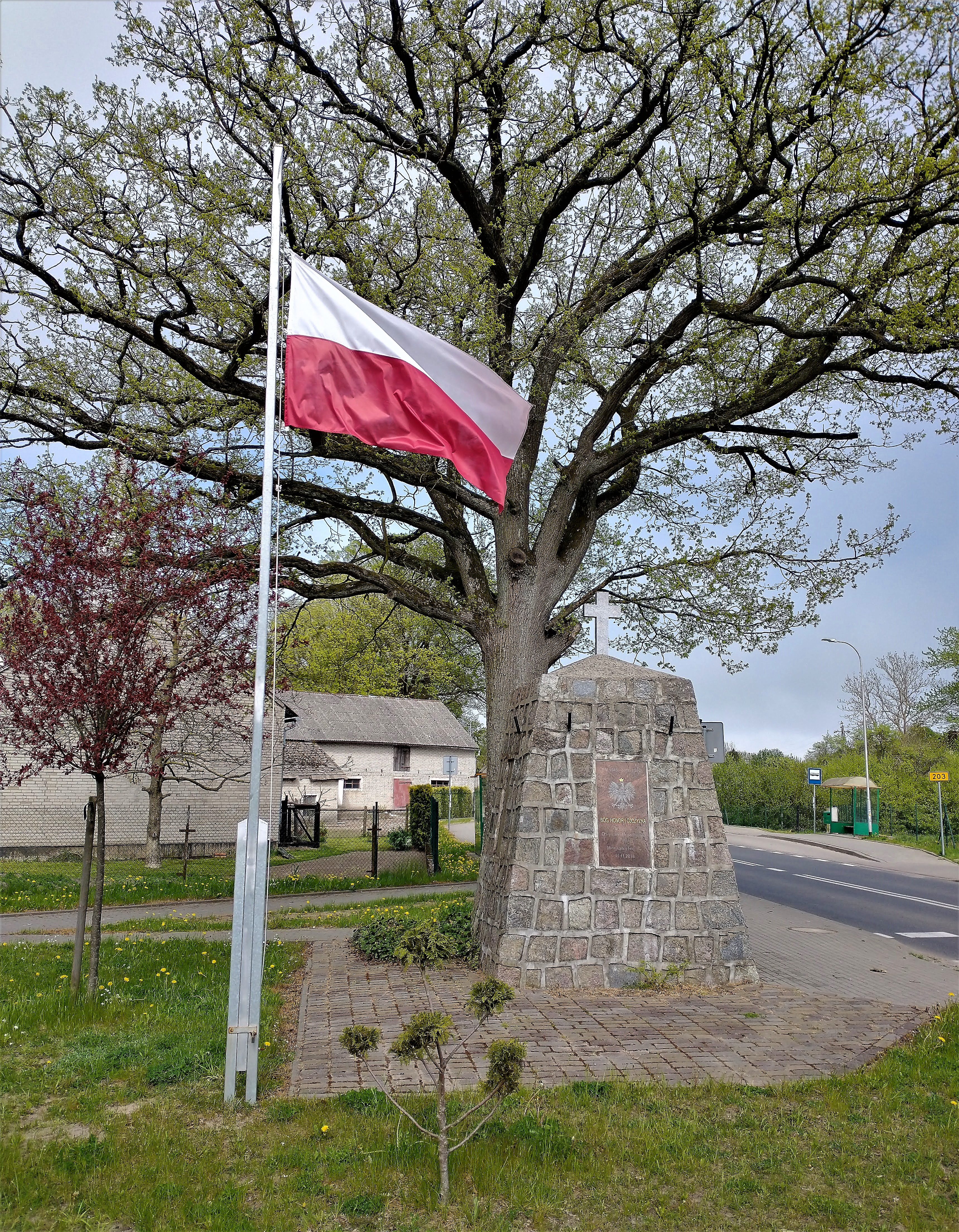
Fragment centrum wsi z pomnikiem

Kościół pod wezwaniem Matki Boskiej Królowej Polski jest najstarszym i najcenniejszym zabytkiem we wsi Iwięcino. Od roku 1960 kościół wraz z otoczeniem (drzewostan i trzy drewniane bramy w ogrodzeniu cmentarnym pochodzące z roku 1725, połowy XVIII i połowy XIX wieku) znajduje się w rejestrze zabytków (nr rej. 293 z dnia 27 września 1960 r.).
Kościół w Iwięcinie powstał pod koniec XIV wieku z inicjatywy cystersów z klasztoru w Bukowie Morskim. Pierwotnie budynek miał 4 wieże, jednak kiedy w roku 1732 piorun zniszczył dwie z nich, odbudowano tylko jedną. Nadano jej pochylenie w kierunku zachodnim aby uchronić ją przed częstymi, silnymi wiatrami zachodnimi. Wieża i nawa kościoła były pokryte gontami dębowymi.
W 1535 roku, w wyniku reformacji kościół przejęli protestanci. Do 1945 w Iwięcinie pracowało 15 pastorów. Spośród nich najdłużej, 50 lat, pełnił swój urząd pastor Mevius. Stary cmentarz, otoczony kamiennym wałem posiadał 3 bramy wejściowe. Każda z nich podlegała jednej z trzech podległych wsi – były to: Iwięcino, Wierciszewo i Bielkowo. Ściśle przestrzegano, aby mieszkańcy korzystali wyłącznie z bramy, która do nich należy. Bramy Wierciszewa i Belkowa były znacznie szersze, ponieważ przy nich pastor odprawiał uroczystości pogrzebowe. W Iwięcinie natomiast odbywały się one w domach zmarłych. Każdą z bram zdobiły rzeźbione napisy:
- brama dla Belkowa: „Tu mors, eris porta coeli” (łac. O, śmierci – ty staniesz się bramą do nieba),
- brama dla Wierciszewa: „Gehet zu seinem Toren ein mit Danken” (niem. Przestępujcie Jego bramy z wdzięcznością),

Napis na bramie dla Iwięcina, pochodzącej z 1725 roku, stał się z czasem nieczytelny.
Na jednej ze ścian kościoła wisiało duże epitafium, wyrzeźbione przez pastora Zeidlera, który sprawował swój urząd w latach 1635-1676.
W 1697 roku, za czasów pastora Malichiusa, wykonano na deskach stanowiących sufit kościoła malowidło przedstawiające Sąd Ostateczny. W późniejszych latach zostało ono pokryte warstwą tynku. Odkryto je ponownie dopiero w roku 1908. Wtedy również przeniesiono ze strychu kościoła zabytkowy 12-ramienny lichtarz oraz korony znad ambony i chrzcielnicy.
Ołtarz kościoła pochodzi z 1622 roku. Zawiera między innymi rzeźby przedstawiające Jezusa Dobrego Pasterza, Mojżesza z tablicami Dekalogu oraz scenę Ukrzyżowania. Na ścianie kościoła wisi obraz olejny przedstawiający właścicielkę majątku Rzepkowo Katarzynę Marię von Bulgrin. Najstarszy i najmniejszy dzwon w wieży kościoła pochodzi z 1417 roku. Organy wykonano w roku 1908.
W 1998 roku byli niemieccy mieszkańcy wsi ufundowali pomnik ku czci wszystkich zmarłych mieszkańców tych ziem. Odprawiono uroczyste nabożeństwo z udziałem pastora kościoła ewangelickiego. W 2001 roku, kosztem ponad 80 tys. złotych została odnowiona zabytkowa ambona z roku 1688. W roku 2008 kosztem około 45 tys. zł odrestaurowano zabytkowe, renesansowe ławy. W roku 2010 staraniami Społecznego Komitetu z proboszczem parafii na czele, kosztem 500 tys. zł wymieniono gont na całej powierzchni dachu.